# Gérard Schaub
Gérard Schaub, född 13 februari 1931, är en schweizisk-svensk flöjtist.
Schaub studerade för Aurèle Nicolet, André Jaunet och Gaston Crunelle. Han avslutade sina studier vid Conservatoire de Paris 1953, och kom 1957 till Göteborgs Symfoniker efter anställningar vid Dresdens filharmoniska orkester, Gewandhausorkestern Leipzig och Mozarteums orkester i Salzburg. I Göteborgsorkestern stannade han till sin pensionering. Han spelade även kammarmusik i ensemblen Ars Intima från 1970- till 1990-talet.
Han har varit lärare i flöjt vid Musikhögskolan i Göteborg och fick professors namn 1983. Han invaldes som ledamot av Kungliga Musikaliska Akademien 1995.
Gérard Schaub är gift sedan 1978 med klaverinstrumentalisten Margaretha Svahn (född 1947). I ett tidigare äktenskap med musikpedagog Berit Schaub blev han far till musikern Martin Schaub och poet och lokalvårdare Martina Schaub, tillika huvudperson i flera av dokumentärfilmaren Tom Alandhs filmer.